# Lupinc
Lupinc je priimek več znanih Slovencev:
- Andrej Lupinc (*1961), TV snemalec, direktor fotografije, publicist, ribič
- Zoran Lupinc (*1961), glasbenik, harmonikar, pedagog in skladatelj